# Гонсало Рамош
Гонса́ло Ма́тиаш Ра́мош (на португалски: Gonçalo Matias Ramos; португ. произношение: [ɡõˈsalu ˈʁɐmuʃ]; роден на 20 юни 2001 в Оляу) е португалски футболист, играещ на поста нападател. Играе за Пари Сен Жермен и националния отбор по футбол на Португалия.

## Национален отбор
Дебютира с гол на 17 ноември 2021 година за националния отбор по футбол на Португалия в приятелски мач срещу Нигерия (4:0). Участник на Мондиал 2022 в Катар, където бележи хеттрик в 1/8 финала с Швейцария.